# نووواسیلیوکا (سرزمین آلتای)
نووواسیلیوکا (به لاتین: Novovasilyevka) یک منطقهٔ مسکونی در روسیه است که در سرزمین آلتای واقع شده‌است.